# Rhombodera keiana
Rhombodera keiana är en bönsyrseart som beskrevs av Giglio-tos 1912. Rhombodera keiana ingår i släktet Rhombodera och familjen Mantidae. Inga underarter finns listade i Catalogue of Life.